# Club Atlético Gimnasia y Esgrima (Mendoza)
El Club Atlético Gimnasia y Esgrima, conocido popularmente como «Gimnasia de Mendoza», «Lobo mendocino» o por su acrónimo «GEM», es una institución deportiva argentina de la ciudad de Mendoza, provincia homónima, cuya principal actividad es el fútbol profesional. Fue fundado oficialmente el 30 de agosto de 1908, por un grupo de socios con ideas innovadoras pertenecientes al «Club de Pelota», departamento creado por el parónimo Club de Gimnasia y Esgrima para fomentar la práctica de deportes con pelota y del cual se terminó separando, dando origen a la presente entidad. Actualmente participa en la Primera Nacional, donde comenzó a militar en forma continua desde 2018.
El club es considerado como uno de los cuatro grandes del fútbol mendocino, siendo hasta la fecha en el orden regional el segundo equipo con más campeonatos, con un total de 20 títulos mientras que en el orden nacional es junto a Godoy Cruz y San Martín el equipo que más veces ha jugado en la Primera División de Argentina, con nueve participaciones en lo que fue el Campeonato Nacional. Disputa sus encuentros de local en el estadio Víctor Antonio Legrotaglie, del cual es propietario. Dicho recinto posee una capacidad para 14 000 espectadores, convirtiéndose en el quinto estadio de fútbol de mayor capacidad en Mendoza. Su clásico rival es Independiente Rivadavia con el que disputa el «clásico mendocino». Otras rivalidades tradicionales son las que mantiene con Atlético Argentino, Deportivo Maipú y San Martín.

## Historia

### Fundación (1908)

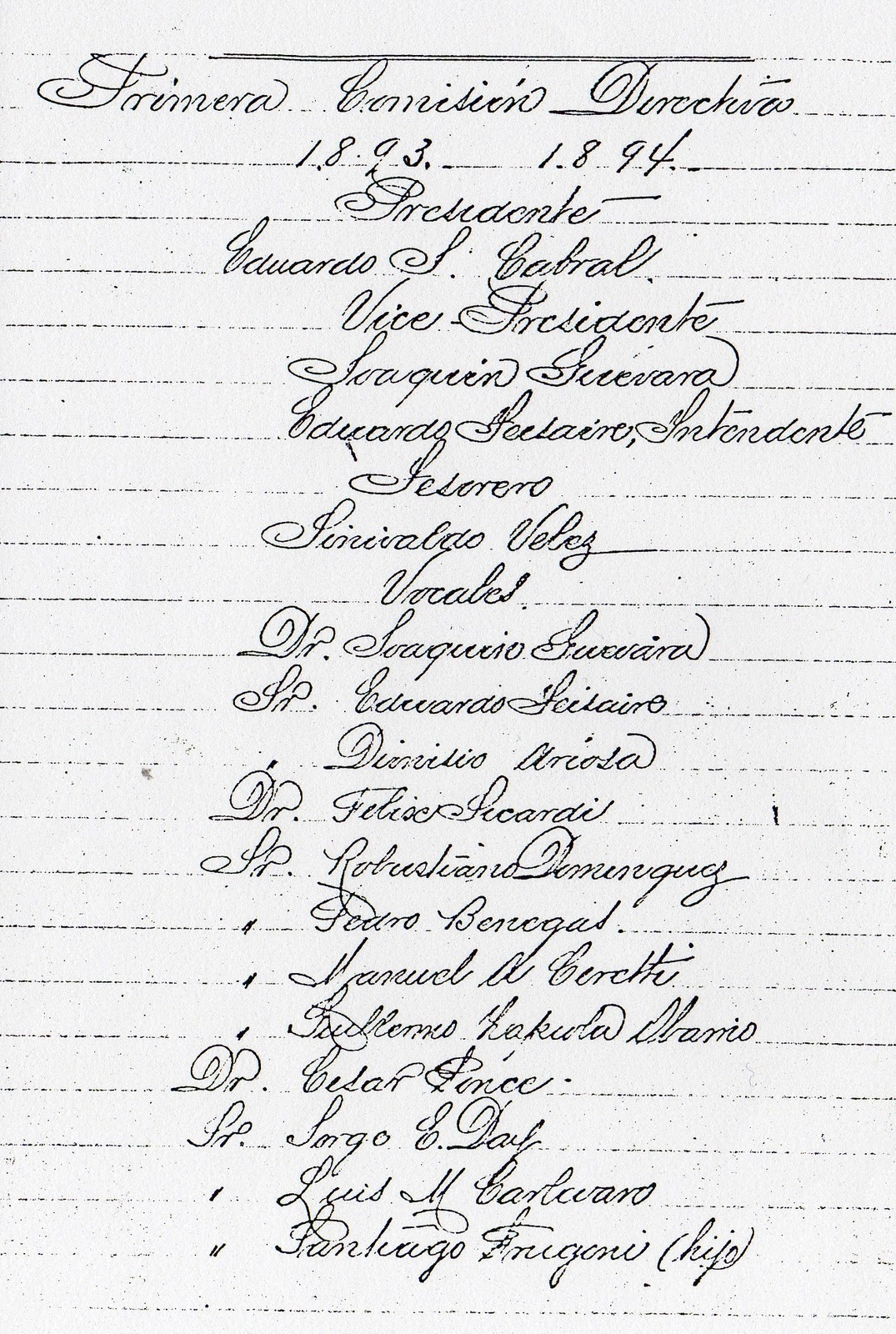
Primera Comisión Directiva del «Club de Pelota».

El club tuvo su origen en el año 1890 con el nombre de «Club de Esgrima», bajo la presidencia del Doctor Carlos Ponce. En 1893, llegó un grupo de socios con nuevas ideas y propuso incentivar la práctica de otros deportes priorizando los juegos de pelota razón por la cual el 4 de septiembre del mismo año realizaron una nueva Asamblea Constitutiva presidida por el señor Eduardo Cabral acompañado de los señores Eduardo Tesaire, Joaquín Guevara, Sinivaldo Vélez, Dionisio Ariosa y Félix Sicardi, entre otros, y le dieron un nuevo nombre a la institución pasándose a llamar «Club de Pelota». A fines de ese año y principios de 1894 los dirigentes adquirieron un terreno que lo transformaron en una sede lujosa para la época, ubicada actualmente en calle Gutiérrez 261 de la ciudad capital, cuya inauguración se realizó con una fiesta social y deportiva a la que asistieron autoridades de la provincia.

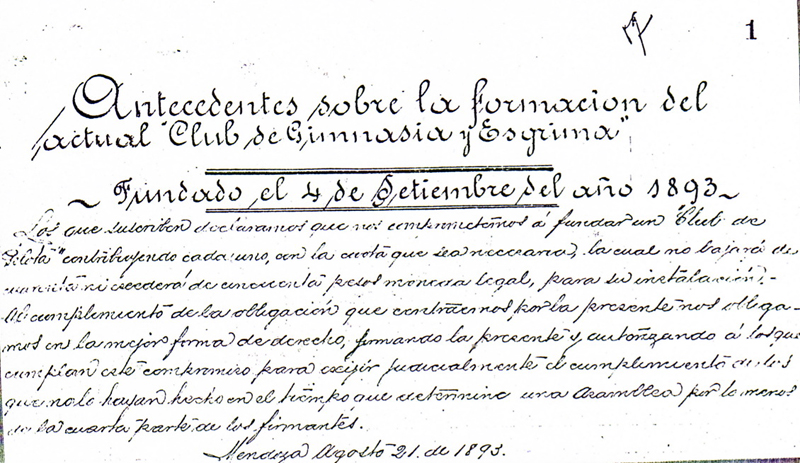
Antecedentes de la primera fundación del club.

En 1902, fueron creadas diversas secciones, entre ellas la «sección foot-ball» propuesta por el entonces vicepresidente Eduardo Tesaire. Para la práctica de dicho deporte fue necesario pedir al Gobierno mendocino la cesión de una parcela del Parque General San Martín, avalada por la ley provincial n° 400 de 1909, por lo que al club le fueron otorgadas cinco hectáreas. El 8 de octubre de ese año, la Comisión Directiva decidió llamar a Asamblea Extraordinaria y cambiar el nombre de la entidad por «Club Social de Gimnasia y Esgrima». Años más tarde, esta sección debió independizarse y formar un estatuto aparte ya que el sector adinerado no vio con buenos ojos al fútbol. Debido a esto, quedaron dos instituciones divididas en Mendoza y sin relación alguna, la primera con el nombre de «Club de Gimnasia y Esgrima» que se dedicó a promover disciplinas como la gimnasia aeróbica, las artes marciales, la esgrima, la gimnasia acuática, entre otras; mientras que la segunda se llamó «Club Atlético Gimnasia y Esgrima» y priorizó únicamente la práctica de fútbol siendo fundada por un grupo de jóvenes adherentes y socios cadetes el 30 de agosto de 1908, donde en dicha acta aparecen como fundadores los señores Pedro y Vicente Elorza, Máximo Sartori, Facundo y Salvador Civit, Facundo y Roberto Levalle Fernando Menéndez, Juan A. Moyano, César y Jorge Ortiz, R. Cass, Reinaldo Young, W. Hooden, F. G. Wood y el profesor Luciano Chabrié. A esta última, también se le unieron el desmembrado Club Unión y grupos mayoritarios del Club La Peña, del Club Mendoza y del Club Los Andes.

### Era amateur (1908-1921)

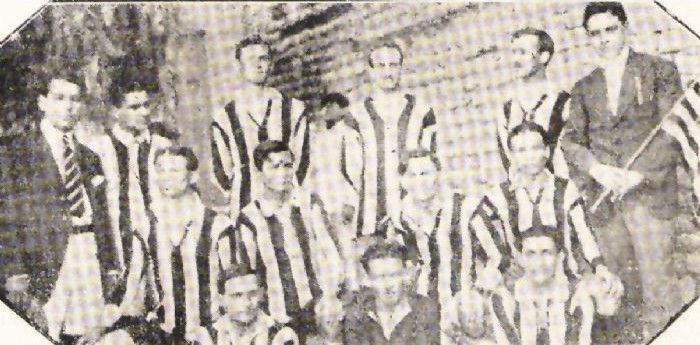
La primera alineación de Gimnasia de Mendoza.

El primer equipo que venció a Gimnasia fue el Club Sud América, por lo que cuando el mismo decidió darle la revancha, el diario Los Andes tituló: 

«Dada la calidad de los jugadores con que cuentan ambos teams, no dudamos será un interesante y reñido partido en que se pondrá a prueba la destreza y agilidad de cada uno».
Los Andes, (24 de octubre de 1908).

A mediados de 1910, realizó su primera gira lejos de su provincia visitando la localidad de San Juan donde enfrentó al «Club Atlético Sanjuanino» cuyos jugadores recibieron al plantel Mensana después de siete horas de viaje en tren. El partido fue ganado por el Pituco 2:0 en el terreno de juego «San Pantaleón».
El 13 de julio de 1913, disputó el que fue el primer clásico mendocino frente a Independiente Rivadavia. Dicho encuentro terminó empatado 0:0 en el que Gimnasia formó con un esquema de juego 2-3-5 y los jugadores como arquero Gargaro, los defensores Sartori y De Moro; los mediocampistas Tregea, Desmery y Sosa, y los delanteros Sguazzini, Fachon, Realines, González y Segura. El diario Los Andes en su correspondiente publicación señaló: 

«Ni vencidos ni vencedores»
Los Andes, (13 de julio de 1913).

En 1917, realizó nuevamente giras para disputar partidos amistosos llevados a cabo en Córdoba y luego en 1921, en la provincia de Buenos Aires donde se midió con Huracán de Parque Patricios y perdió 1:0 y después ante Boca Juniors con el que empató 1:1. De este modo, Gimnasia y Esgrima se fue haciendo conocido a nivel nacional y contó con mayor prestigio.

### Era profesional (1922-presente)

#### Liga Mendocina de Fútbol

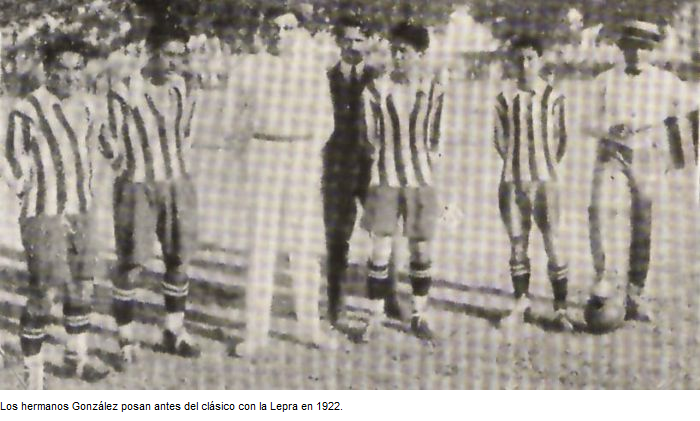
Los hermanos González posando antes del clásico con la Lepra en 1922.

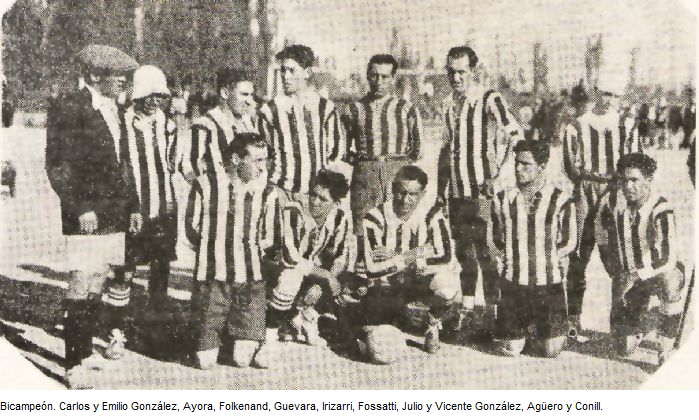
El Gimnasia y Esgrima «bicampeón» de 1923.

En 1922, a un año de la profesionalización de la Liga Mendocina de Fútbol, Gimnasia se convirtió en el primer equipo en ganarla. El Lobo mantuvo una lucha reñida junto a quien es hoy su «clásico rival», es decir, Independiente Rivadavia quien le dio pelea hasta la última fecha del certamen ya que en esta el Blanquinegro lo derrotó por 1:0 con gol de Vicente González en el estadio de Pacífico, y se adjudicó el primer campeonato. Un año más tarde, el Mensana volvió a atribuirse dicha liga, logrando así convertirse en el primer club de su provincia en obtenerla de manera consecutiva, donde nuevamente mantuvo una paridad de fuerza futbolística junto a la Lepra con quien debió ir a un partido de desempate ya que igualaron con veintiocho puntos en la tabla de posiciones y a quien volvió a vencer por 1:0 logrando así el bicampeonato.
Debieron pasar ocho años para que el Pituco volviera a dar una vuelta olímpica, y fue en 1931 de la mano de Roberto Irañeta, uno de sus jugadores emblema de la época que llegó a disputar el Mundial de 1934 para la selección argentina; y de Bruno Rodolfi, otro ídolo del momento en la entidad. Dos años más tarde, es decir en 1933, ambos jugadores y Gimnasia volvieron a alzarse con el trofeo liguero para alcanzar lo que fue hasta entonces el cuarto torneo obtenido por dicha institución. El mismo terminó muy disputado con Gutiérrez ya que tanto el Lobo mendocino como el celeste terminaron igualados en treinta y dos puntos por lo que debieron ir a partidos de playoffs ganando un partido cada uno, lo que desencadenó en un tercer partido que lo ganó el Mensana para finalmente lograr la competición. Este mismo año, el club cumplió sus primeros veinticinco años, siendo esto todo un acontecimiento para el fútbol local donde uno de los diarios de la época en su edición diaria resaltó: 

«Cumple hoy 25 años G. Y Esgrima». Subtituló: «Sorprende este aniversario a Gimnasia en franco progreso y ante la esperanza de ofrecer pronto a Mendoza un moderno y amplio Estadio». Y añadió: «Es necesario destacar la actual importancia de Gimnasia y Esgrima, colocado en uno de los más prominentes lugares del deporte, no solo de Cuyo, sino del Interior de la República. Su número de asociados es superior a 850, aumentado con una conscripción reciente que señaló el récord y estimuló esfuerzos, para intentar cualquier obra y esbozar cualquier programa».
Los Andes, (30 de agosto de 1933).

En 1934, el Lobo del Parque inauguró el primer estadio de Mendoza, y lo hizo un 25 de marzo en un amistoso ante su homónimo de Santa Fe, es decir, el Club Atlético Gimnasia y Esgrima con presencia de unas 20 000 personas, donde el partido terminó igualado 2:2.
El quinto y sexto título llegaron en 1937 y 1939 respectivamente. Con la permanencia de Roberto Irañeta en el equipo más una base que se mantuvo, más la presencia del arquero y capitán de la época Araujo Benítez y la aparición de algunos juveniles, Gimnasia y Esgrima supo dar pelea y mantenerse a tres torneos de distancia con respecto a Independiente quien ya poseía nueve de ellos. Tanto el Blanquinegro como los Azules fueron los dominadores desde un principio de la Liga Mendocina y esto fue fomentado la rivalidad existente entre ellos.
Diez años después, es decir, en 1949 y ya sin sus jugadores emblemáticos el club del parque volvió a consagrarse campeón de su torneo doméstico acumulando en total siete de ellos en su vitrina muestral. La lucha por el título esta vez fue palmo a palmo con el Atlético Argentino, su único vencedor que le prohibió terminar ganando la liga de manera invicta. Tres años luego, en 1952, el Blanquinegro logró tomar revancha de Godoy Cruz, equipo que le prohibió coronarse nuevamente en los años 1950 y 1951 ya que lo había vencido en forma consecutiva en las finales de desempate de esos años y relegado al subcampeonato.
En 1958, el Pituco cumplió medio siglo de vida en la fútbol cuyano y tras este hito el diario Los Andes tituló: 

«Ponderable prestigio conquistó su actuación». Y añadió: «En los 50 años de la entidad de colores blanco y negro, Gimnasia y Esgrima derrocha honra y enaltece al fútbol mendocino».
Los Andes, (30 de agosto de 1958).

En 1964, Gimnasia y Esgrima obtuvo su noveno certamen y con la aparición y joven presencia en ese entonces de su actual y mayor ídolo Víctor Legrotaglie empezó a marcar un estilo de juego exquisito donde dicha liga fue peleada junto a Huracán Las Heras con quien tras haber igualado en veintisiete puntos en la tabla de posiciones disputó dos finales de desempate ganándolas primero 4:1 y luego 2:1.
En abril de 1965, a raíz de haber conseguido la liga provincial de 1964, fue invitado a participar de la copa amistosa denominada «Torneo Confraternidad» o «Campeonato Argentino de Clubes Campeones» que fue organizada por Boca Juniors en honor a su sexagésimo aniversario. Dicho torneo fue ganado por la institución mendocina de forma invicta en La Bombonera clasificando a la «Copa 60.° Aniversario» para jugar la finalísima justamente ante el Xeneize donde terminó perdiendo por un marcador de 3:0. En el primero, Gimnasia de la mano de su entrenador Francisco Lombardo logró vencer a rivales como Pringles de San Luis por 4:0, a Pacífico de Neuquén por igual marcador, a General Paz Juniors por 1:0, a Unión de Santa Fe por 3:1 y en la final a Talleres de Entre Ríos por 1:0. Ante tal suceso, una de las revistas deportivas más populares de Argentina en una nota de dos páginas lo resaltó diciendo: 

«La copa fue para Cuyo. Mendoza mandó un campeón». Y añadió: «La copa se fue para Mendoza, allá la esperaran los hinchas de siempre».
El Gráfico, (5 de abril de 1965).

En 1969, el Lobo mendocino coronó su décimo título liguero y con su consecución, debido a la reestructuración de torneos que implementó la Asociación del Fútbol Argentino en 1967, se ganó el derecho de empezar a participar en el Torneo Regional en el que en caso de clasificar le otorgaba una plaza al antiguo Campeonato Nacional donde pudo medirse con algunos de los grandes del fútbol nacional. En esta década, Gimnasia contó con un plantel destacado en el que brillaron jugadores como el «Bolita» Alfredo Sosa, el «Polaco» Alfredo Torres, el «Cachorro» Carlos Aceituno, el «Pampero» Luis Castellanos, el «Documento» Juan Carlos Ibáñez, Juan de Dios González, Mario Hernán Videla, Oscar Montes de Oca, Santos Cayetano Guayama y Víctor Legrotaglie, entre otros.
Tanto el undécimo como el duodécimo título obtenido llegaron en 1974 y 1977 respectivamente. En el primero se continuó destacando la figura ya emblemática de Víctor Legrotaglie quien por esos año ya empezaba a despedirse del Lobo y del fútbol. A la anterior figura se le sumaron la de los goleadores Darío Felman y posteriormente Orlando Genolet a quien la gente le cantaba «Y ya lo ve..., y ya lo ve..., es el famoso Genolet».
Los comienzos de los años ochenta significaron para Gimnasia y Esgrima una supremacía por demás sobre el resto, ya que en 1980, 1981, 1982, y 1983 logró en forma consecutiva hacerse con el campeonato mendocino y obtener así un total de dieciséis torneos en su palmarés, mientras que en 1986 logró el decimoséptimo en su haber. Tanto este último como los primeros dos además, tuvieron un sabor especial para el hincha Mensana ya que la obtención de ellos significaron la relegación de su eterno rival al subcampeonato. En esta década se lucieron jugadores como el «Patón» Daniel Sosa, Enrique Juan Reggi, el «Colchón» Guillermo Herrera, Jorge Montivero, Juan Gilberto Funes, Mario Hernán Videla, Raúl Rogel, Raúl Zolorza y Omar Ricardo Olguín, entre otros.
En los años noventa ya con la creación de los torneos de ascenso a nivel nacional de fines de los ochenta, el Lobo mendocino obtuvo su decimoctavo título en 1991, que lo llevó a clasificar al antiguo Torneo del Interior, mientras que la temporada 1994-95 estuvo al borde de descender ya que el resultado de malas campañas lo llevaron a estar en los últimos puestos, pero tras un replanteo de los directivos de la liga en cuanto al formato del torneo de la devenir temporada hicieron que Gimnasia jugara un hexagonal y se salvara de no descender, que de hecho lo hizo. A fines de esta misma década, más precisamente en la temporada 1997-98, el club obtuvo su decimonoveno título liguero con figuras como Fabricio Signorelli y Fernando Molina, entre otros, que llevaron además a la institución a incursionar nuevamente en los torneos del ámbito nacional.
La década del dos mil empezó de gran forma con la obtención del hasta ahora último campeonato de liga, logrado en 2001, que significó el vigésimo trofeo para la institución del parque, pero terminó siendo magra ya que el club el 18 de noviembre de 2009 a manos del Atlético Palmira descendió a la divisional «B» de la liga por primera vez en su historia siendo esto resaltado por medios periodísticos locales como: 

«Un día histórico para el fútbol local, porque bajó de categoría uno de los grandes por primera vez en su historia».
Diario Mdz, (18 de noviembre de 2009).

 El retorno a la división «A» se produjo el 23 de junio de 2010, cuando el Blanquinegro venció a Boca Juniors de Bermejo por 3:0 con dos goles de Jesús Baldaccini y uno de Claudio Clavijo.
A principios de la década de dos mil diez, más precisamente el 25 de noviembre de 2010, la institución capitalina volvió a descender a la divisional «B» del torneo local en forma consecutiva, pero esta vez lo hizo a manos de Lavalle quien lo derrotó por un global de 1:2 y lo condenó a bajar de categoría nuevamente. Su segundo retorno a la categoría «A» se produjo el 1 de julio de 2012, tras dos años donde debió medirse ante Municipal Godoy Cruz a quien le ganó por un global de 8:2. El Lobo contó con una base de jugadores del Argentino B que después de no clasificar en dicho torneo aceptaron ayudar a las inferiores a lograr el ansiado ascenso.

#### Campeonato Nacional
El club llegó a disputar lo que fue la Primera División de Argentina de entre los años 1967 y 1985, es decir, el antiguo Campeonato Nacional y lo hizo en nueve oportunidades. Para ello, previamente debió jugar y ganar su liga regional para clasificar luego al Torneo Regional que otorgaba una plaza a la competición mayor de esos años.

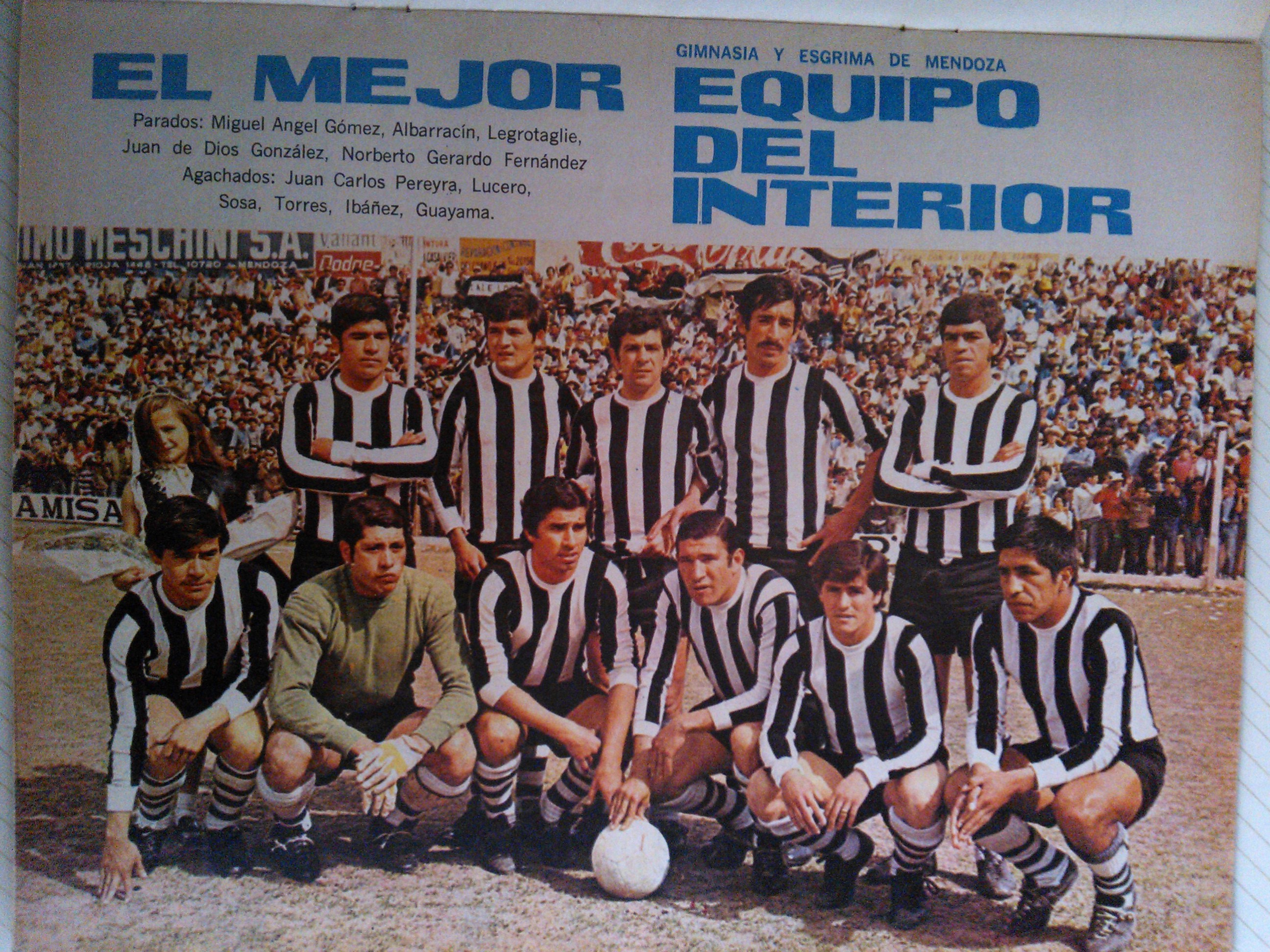
El equipo que se mantuvo invicto como local en veintiún encuentros, considerado «El mejor equipo del Interior» en 1971.

Su primera participación en el máximo campeonato, el Nacional de 1970, se produjo luego de que por Liga Mendocina tuviera que disputar una finalísima —por haber sido el campeón de ella en 1969— ante el Atlético Club San Martín, ganador del «Torneo de los cuatro» de 1970, jugada a dos partidos con diferencia de un día entre el encuentro de ida y el de vuelta. El Lobo mendocino logró imponerse a su adversario en el segundo partido tras haber empatado 0:0 el primero de ellos y luego ganado por 1:0 en condición de visitante, en el Estadio Feliciano Gambarte, el último con gol de Aceituno, clasificando así al Nacional. En el mismo, Gimnasia no pudo clasificar en la zona de grupos terminando en la quinta posición a seis puntos de Chacarita Juniors —el puntero— pero logró terminar invicto como local y derrotar a dos grandes del fútbol argentino como River Plate por 2:1 y San Lorenzo por 3:2. El Pituco fue considerado por ser el mejor de todos los clubes indirectamente afiliados a la A. F. A. como «el mejor equipo del interior» (foto).

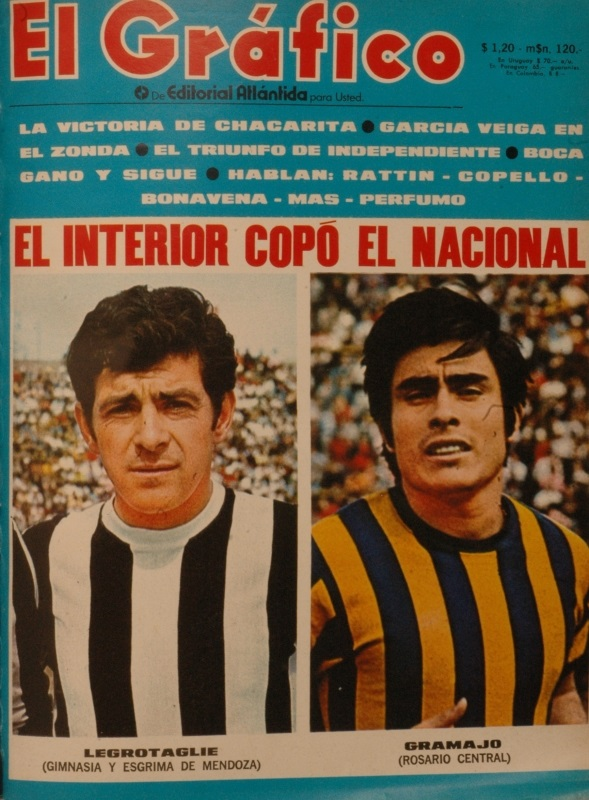
Legrotaglie a la izquierda —símbolo de Gimnasia en los Nacionales de 1970-71-72—.

En el Nacional de 1971, el Blanquinegro integró el «Grupo B» y no logró pasar de ronda nuevamente, sin embargo, alcanzó a mejorar su imagen ya que terminó en la cuarta posición de la fase de grupos con diecinueve puntos a solo dos del puntero Rosario Central que luego campeonó, y a uno de Boca Juniors —el tercero—. En este torneo, volvió a ratificar su paternidad para con los grandes tras golear en condición de visitante por 5:2 a San Lorenzo de Almagro —siendo recordada esta victoria por mucho tiempo donde el árbitro del partido Roberto Goicochea lo detuvo y les dijo a los jugadores de Gimnasia, más precisamente a Víctor Legrotaglie, que dejaran de tocar la pelota porque no se hacía responsable de lo que pudiera suceder— e igualar de local 2:2 con Boca Juniors. Es en este período que los hinchas del Lobo empiezan a identificar al equipo con el cántico tribunero «toque Lobo, toque», conjunto que además se mantuvo invicto como local por dos años y medio, siéndole arrebatada esta condición por el club sanjuanino Desamparados en 1972.

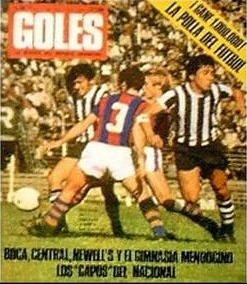
Revista Goles: «Boca, Central, Newell's y el Gimnasia mendocino los capos del Nacional».

Al Nacional de 1972, el conjunto mendocino llegó luego de derrotar ajustadamente en la final del Torneo Regional a Unión de Santa Fe por un global de 5:4. Ya en el torneo mayor, la entidad del parque no pudo lograr hacer una buena campaña en la fase clasificatoria, terminando en la undécima posición —antepenúltimo—, lejos de la clasificación y con el agregado de empezar a despedir un destacado grupo de jugadores integrado entre otros, por «los compadres» que hacía más de una década que venían jugando en la institución.
En el Nacional de 1975, el Caracol integró la «Zona A» en la que terminó a seis puntos del puntero «River Plate» —que campeonó ese mismo año—, con el que empató de local 1:1 y luego en el «Estadio Monumental» perdió 2:0. El Lobo mendocino continuó haciendo una campaña regular que no le permitió clasificar a las siguientes fases de dicho certamen.
El Nacional de 1978 se caracterizó porque el Blanquinegro estrenó en cotejos nacionales el «Estadio Malvinas Argentinas» —construido ese mismo año— y le propinó una goleada por 5:1 a Boca Juniors en «La Bombonera». Sin embargo, lo anteriormente mencionado no le alcanzó ya que terminó lejos de los puestos de clasificación del «Grupo B» para las siguientes fases.
En los nacionales de la década del ochenta, Gimnasia y Esgrima clasificó al de 1981 donde hizo nuevamente una pobre campaña terminando en la penúltima posición del «Grupo A»; al de 1982 donde también no pudo pasar la fase de grupos terminando en quinta posición y con el agregado de que obtuvo su primera derrota —de las dos que tiene en total— con Boca Juniors en condición de visitante; al de 1983 donde ya empezó a contar con la presencia del goleador Juan Gilberto Funes pero con él y todo el club no solo tuvo su segunda derrota con Boca sino que terminó último en el «Grupo E» compuesto por cuatro equipos en total. El contraste fue el Nacional de 1984 donde además del «Búfalo» Funes se sumó el goleador surgido del club «Darío Felman» proveniente del Valencia de España, ya que el Lobo logró clasificar en la fase de grupo de la «Zona B» luego de terminar en la segunda posición, enfrentando en los octavos de final a Argentinos Juniors que lo eliminó de la competencia por un global de 5:3.

#### El amistoso con Valencia C. F. (1978)
En 1978, Gimnasia y Esgrima de Mendoza se dio el gusto de enfrentar a uno de los clubes más importante del fútbol español, ese equipo fue el Valencia C. F. El club realizó una gira por Argentina luego del mundial de fútbol de ese mismo año y jugado en ese país con motivo de presentar a su figura argentina Mario Alberto Kempes —ganador del balón de oro y máximo goleador de la copa— y a otras como la del alemán Rainer Bonhof y Darío Felman —surgido de las inferiores del Lobo y reciente campeón con Boca Juniors de la Copa Intercontinental—. El partido se disputó un 17 de agosto en el estadio provincial Malvinas Argentinas con la presencia de 48 000 personas que colmaron el recinto deportivo. En el primer tiempo el encuentro estuvo parejo, yéndose ambos conjuntos al descanso con el marcador 0:0. En el segundo tiempo los Ches sacaron a relucir su juego europeo y derrotaron al Lobo mendocino por 3:0 con dos goles de su exjugador Felman y otro de Bonhof. La crónica estuvo dada por uno de los diarios de la época que alegó: 

«La diferencia la hace Kempes. El complemento Bonhof y Felman. Con esos jugadores el Valencia reguló su planteo y el ritmo de juego hasta descargar lo mejor de su estilo en el segundo tiempo. El 3 a 0 fija una sustancial diferencia de practicidad respecto de Gimnasia».
Diario Mendoza, (18 de agosto de 1978).

#### Torneo del Interior
En 1986, Gimnasia disputó un clasificatorio regional —primera edición del antiguo Torneo del Interior— en el marco de la Liga Mendocina donde tanto el Lobo como el Deportivo Maipú, Huracán Las Heras e Independiente Rivadavia terminaron en los primeros puestos de la tabla de posiciones. Debido a esto, dichos conjuntos debieron ir a un cuadrangular de eliminación directa en el que al Lobo mendocino le tocó enfrentar al «Cruzado», perdiendo 1:2 y quedando eliminado de la lucha por ascender al Torneo Nacional B 1986-87.
En 1991, se produjo la primera incursión oficial de Gimnasia y Esgrima en este antiguo torneo. En el mismo, el Pituco debió enfrentar en el «Grupo A» rivales como Deportivo Bowen, Juventud Unida Universitario y San Martín de San Juan accediendo a la siguiente instancia tras clasificar segundo. En la ronda siguiente se midió ante Colegiales de San Luis, Godoy Cruz y nuevamente ante San Martín de San Juan, volviendo a clasificar segundo pero esta vez a los cuartos de final donde enfrentó a Almagro, a quien venció por un global de 4:2. En las semifinales enfrentó a Alvarado de Mar del Plata con quien tras empatar 0:0 en el global, lo derrotó por 3:1 en la tanda de penales, accediendo a la final en la que jugó frente a San Martín de San Juan y perdió por un global de 0:3, quedando nuevamente en las puertas del ascenso. El dato anecdótico lo dio el «Verdinegro» que venció este año cinco veces al Mensana e igualaron en una oportunidad.
La última participación del Blanquinegro en este torneo, se produjo en la temporada 1994-95 después de clasificar en la Liga Mendocina a una liguilla por haber terminado como mejor cuarto en la tabla general debiendo enfrentar a Gutiérrez y luego a Huracán Las Heras a los que les ganó respectivamente accediendo así al torneo superior. En dicho torneo el Lobo enfrentó a Desamparados, Jorge Newbery de Villa Mercedes, Pacífico de General Alvear y Rincón del Atuel pero no logró clasificar a la siguiente fase ya que terminó tercero con nueve puntos producto de cuatro victorias, un empate, tres derrotas, nueve goles a favor y ocho en contra.

#### Torneo Argentino B
La primera participación del conjunto mendocino en este torneo —creado en 1995—, fue en la temporada 1998-99, donde el club enfrentó en la primera zona de grupos a rivales como Defensores de Las Paredes, Pacífico de General Alvear y Trinidad de San Juan, clasificando segundo y accediendo a una nueva zona de grupos junto con Juventud Unida Universitario y nuevamente Pacífico y Trinidad. En la misma, terminó otra vez en segundo lugar y clasificó a las semifinales —cuarta fase de las cinco en total—. Esta etapa —por el formato del aquel torneo—, la disputó frente a la CAI, nuevamente Juventud Unida Universitario, y Racing de Trelew, pero el Blanquinegro no logró clasificar ya que finalizó último en la tabla de posiciones.
En la temporada 2002-03, el Lobo del Parque clasificó directamente a las fases de play-offs del torneo donde en semifinales le tocó enfrentar a La Emilia de San Nicolás, a quien venció por un global de 4:3, accediendo a una de las finales por el ascenso en la que se midió frente a Guillermo Brown de Puerto Madryn siendo vencido por un global de 2:3 e imposibilitado a ascender en forma directa por lo que debió disputar una de las promociones frente a un equipo del Argentino A. Ese equipo fue Independiente de Villa Obrera a quien el Lobo derrotó como local por 3:1 y con el que perdió de visitante por 1:2 —global 4:3 a su favor—, logrando el 1 de junio de 2003 ascender al Torneo Argentino A por primera vez en su historia. En esta temporada, la prensa local apodó a Gimnasia y Esgrima como el «Lobo de los milagros» en consecuencia de sufrir los partidos que ganó anotando goles en los últimos minutos de los mismos o bien salvándose de goles contrarios en esos períodos de juego.
La temporada 2005-06 —con formato de apertura y clausura— significó para el Mensana un nuevo ascenso al Torneo Argentino A. En el primero, el club formó parte de la «Zona D» junto a Atlético Policial, Deportivo Maipú, Independiente de La Rioja, Juventud Alianza, Trinidad de San Juan y Villa Atuel. Gimnasia finalizó segundo y clasificó a las finales —segunda fase— de dicho torneo, enfrentando a El Linqueño a quien venció en el global 2:1 por lo que ganó el derecho de participar en la ronda final del apertura/clausura. En el clausura, el Lobo mendocino mejoró su actuación en la «Zona D» al terminar esta vez primero en la tabla de posiciones por lo que volvió a clasificar a las finales donde enfrentó a Gimnasia y Tiro de Salta a quien venció 2:1 en el global y volvió a ratificar su pase a la ronda final del apertura/clausura. En esta fase, por haber vencido en las finales de ambos torneos inició su participación recién en semifinales donde enfrentó a Deportivo Coreano a quien venció 4:1 en el global y clasificó a una de las finales en la que se midió frente a Real Arroyo Seco con el que empató de visitante 1:1 y al que venció como local 1:0 —global 2:1 a su favor—, logrando un 11 de julio de 2006 ascender nuevamente a una categoría superior acompañado de unas 9000 personas que lo fueron a alentar.
| \| Formación \| \| José Luis Sosa \| \| Matías González \| \| Eduardo Castro \| \| Rodolfo Carabajal \| \| Carlos Blanco \| \| Marcos Quispe \| \| Mauricio Arce \| \| Víctor Hugo Ojeda \| \| Sergio Fernández \| \| Marcos Fernández \| \| Alejandro Pedrol \| \| Marcelo Vázquez \| | Sosa Castro Carabajal González Blanco Arce Ojeda Quispe S. Fernández M. Fernández Pedrol |
| Formación |                                                                                          |
| José Luis Sosa |                                                                                          |
| Matías González |                                                                                          |
| Eduardo Castro |                                                                                          |
| Rodolfo Carabajal |                                                                                          |
| Carlos Blanco |                                                                                          |
| Marcos Quispe |                                                                                          |
| Mauricio Arce |                                                                                          |
| Víctor Hugo Ojeda |                                                                                          |
| Sergio Fernández |                                                                                          |
| Marcos Fernández |                                                                                          |
| Alejandro Pedrol |                                                                                          |
| Marcelo Vázquez |                                                                                          |

| Formación         |
| José Luis Sosa    |
| Matías González   |
| Eduardo Castro    |
| Rodolfo Carabajal |
| Carlos Blanco     |
| Marcos Quispe     |
| Mauricio Arce     |
| Víctor Hugo Ojeda |
| Sergio Fernández  |
| Marcos Fernández  |
| Alejandro Pedrol  |
| Marcelo Vázquez   |

La temporada 2013-14 implicó otra alegría para el club ya que el mismo logró ascender por segunda vez a la tercera categoría del fútbol argentino y por primera vez al Torneo Federal A (ex Torneo Argentino A). En la primera fase integró la «Zona 5» junto a Andes de General Alvear, Deportivo Guaymallén, Empleados de Comercio, Gutiérrez, Huracán de San Rafael, Montecaseros, Pacífico de General Alvear, San Martín de Mendoza y San Martín de Monte Comán donde terminó primero en la tabla de posiciones y clasificando a la siguiente etapa. En la segunda fase tuvo que enfrentarse dentro de la «Zona D» a rivales como Huracán de San Rafael nuevamente, Independiente de Villa Obrera, Las Palmas, Racing de Córdoba y Tiro Federal de Morteros, terminando otra vez primero y accediendo a la tercera fase. En la misma, debió enfrentar a Boca de Río Gallegos a quien le ganó por un global de 4:0 y logró clasificar a la cuarta fase. En esta fase, se midió ante Altos Hornos Zapla a quien venció por un global de 4:2 por lo que se ganó el derecho de disputar la final del torneo, donde le tocó medirse ante Unión Aconquija con quien empató 0:0 en el partido de ida jugado en Catamarca y a quien venció como local por 3:1, logrando un 8 de junio de 2014 ante aproximadamente unas 10 000 personas, regresar nuevamente a la tercera categoría del fútbol profesional.
| \| Formación \| \| Matías Alasia \| \| Marcos Benítez \| \| Federico Pomba \| \| Julio Villarino \| \| Gerardo Corvalán \| \| David Garay \| \| Oscar Amaya \| \| Luciano Peinado \| \| Sergio Oga \| \| Cristian Taborda \| \| Sergio Marclay \| \| Sergio Arias \| | Alasia Benítez Pomba Villarino Garay Amaya Corvalán Peinado Oga Taborda Marclay |
| Formación |                                                                                 |
| Matías Alasia |                                                                                 |
| Marcos Benítez |                                                                                 |
| Federico Pomba |                                                                                 |
| Julio Villarino |                                                                                 |
| Gerardo Corvalán |                                                                                 |
| David Garay |                                                                                 |
| Oscar Amaya |                                                                                 |
| Luciano Peinado |                                                                                 |
| Sergio Oga |                                                                                 |
| Cristian Taborda |                                                                                 |
| Sergio Marclay |                                                                                 |
| Sergio Arias |                                                                                 |

| Formación        |
| Matías Alasia    |
| Marcos Benítez   |
| Federico Pomba   |
| Julio Villarino  |
| Gerardo Corvalán |
| David Garay      |
| Oscar Amaya      |
| Luciano Peinado  |
| Sergio Oga       |
| Cristian Taborda |
| Sergio Marclay   |
| Sergio Arias     |

#### Torneo Argentino A

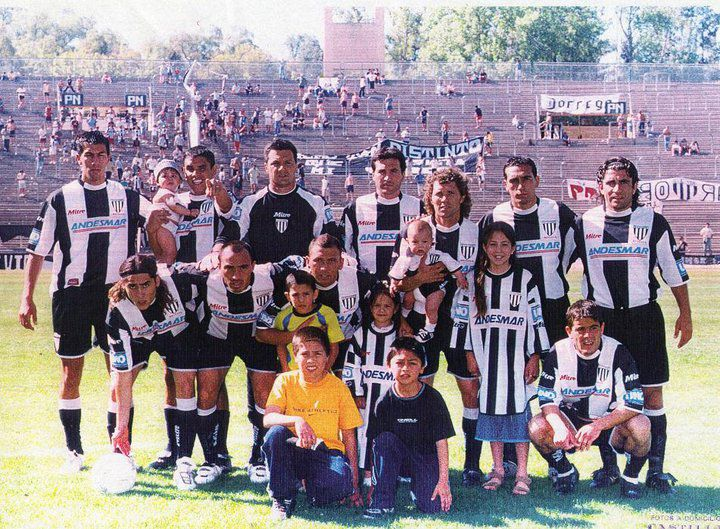
El equipo que descendió en la temporada 2003-04.

La primera participación del Lobo mendocino en el Argentino A se produjo en la temporada 2003-04 en la que formó parte de la «Zona Cuyo» junto a Cipolletti, su clásico rival Independiente Rivadavia, Juventud Unida Universitario y Luján de Cuyo. Gimnasia no logró hacer una buena campaña y culminó penúltimo en la tabla general de posiciones siendo descendido un 28 de marzo de 2004 a manos de Independiente Rivadavia cuando lo derrotó por 1:0 en una nueva edición del «clásico mendocino».
La temporada 2006-07 significó para el club una nueva prueba en esta categoría. Integró la «Zona B» y se midió ante rivales como Alumni de Villa María, Desamparados, San Martín de Mendoza y nuevamente Independiente Rivadavia, Juventud Unida Universitario y Luján de Cuyo. El Blanquinegro volvió a cosechar malos resultados que lo derivaron en un nuevo descenso que se produjo cuando el Lobo cayó 1:2 ante Independiente Rivadavia nuevamente en su historia. Pero a raíz de un arreglo de encuentro entre Desamparados y San Martín —que permitía al «Víbora» evitar la promoción por no descender y mantener la condición de campeón del «Apertura» que lo llevaría a jugar la final por el ascenso— denunciado con pruebas fehacientes por Juventud Unida Universitario —condicionado a jugar la promoción por no descender— permitió al Lobo, tras una quita de nueve puntos a los clubes involucrados, evitar la pérdida de categoría y poder jugar al menos una temporada más en la misma.
El nuevo descenso del conjunto del parque llegó en la temporada 2008-09 tras terminar en el penúltimo lugar de la tabla de posiciones de la «Zona 3» debiendo disputar una promoción por no descender. Dicho partido lo disputó frente a Sportivo Belgrano con quien en la ida perdió 1:2 en condición de visitante y en la vuelta —jugada un 14 de junio de 2009— en condición de local y ante unas 4500 personas alentando volvió a perder pero esta vez 0:2 —global 1:4— descendiendo por segunda vez a la cuarta división.

#### Copa Argentina de Fútbol
La primera incursión del Mensana en la Copa Argentina se produjo en la temporada 2011-12 donde el club enfrentó dentro de la «Segunda eliminatoria» de la «Zona interior» a Juventud Unida Universitario con el que empató 0:0 en los noventa minutos reglamentarios y con el que perdió por penales 5:3.
En la temporada 2016-17, el Lobo logró realizar su primera mejor performance al alcanzar los «Octavos de final» de la copa. En primera instancia enfrentó a Unión de Villa Krause venciéndolo en el global por 3:2. Posteriormente le tocó medirse ante equipos de Primera División como fue el caso de Quilmes (0:0) y Talleres de Córdoba (1:1) con quienes definió los encuentros en la tanda de penales ganando 4:1 y 4:2 respectivamente. Su verdugo deportivo resultó ser Olimpo con quien perdió 3:2 y le imposibilitó seguir avanzando de fase.
La temporada 2018-19, fue especial para el Pituco ya que enfrentó nuevamente a dos equipos de Primera División, uno un tanto más particular que el otro. Primeramente se midió ante Aldosivi, a quien venció por 1:0 en instancia de «Treintaidosavos de final» y clasificó a «Dieciseisavos de final» donde le tocó medir fuerzas ante el River Plate —campeón de América— de Marcelo Gallardo con el que empató en los noventa minutos reglamentarios 1:1 y perdió finalmente desde los doce pasos por 5:4, tras una destacada actuación —dentro de sus limitaciones— resaltada por la prensa provincial y nacional.

#### Torneo Federal A
Su primera participación en el Torneo Federal A (ex Torneo Argentino A) o segundo retorno a la tercera división del fútbol argentino fue en la temporada 2014 donde el club logró realizar una estupenda campaña coronada con un nuevo ascenso —en menos de un año— esta vez a la Primera B Nacional. Gimnasia comenzó siendo partícipe de la «Zona 2» junto a Andino y Américo Tesorieri —ambos de La Rioja—, Deportivo Maipú, Juventud Unida Universitario, San Lorenzo de Alem, Sportivo Estudiantes —este último ganó el zonal y ascendió en forma directa— y a Unión de Villa Krause. El Mensana no pudo hacerse con el primer puesto pero clasificó a la segunda fase tras terminar en la tabla de posiciones por definición olímpica, es decir, diferencia de partidos ganados entre sí con Juventud, en la cuarta ubicación. En la misma, según el ordenamiento general de clasificaciones le tocó enfrentar nuevamente a Unión de Villa Krause con el que empató en el global 2:2 y a quien venció en los penales por 4:3, accediendo a la tercera fase donde jugó contra la CAI a quien derrotó por un global de 2:1 obteniendo el derecho de disputar la cuarta fase —fase que otorgó dos ascensos más—. En esta última etapa debió enfrentar a Talleres de Córdoba a quien venció por un global de 3:1, ganando primero el partido de ida por 2:1 y luego el partido de vuelta por 1:0 en el estadio Mario Alberto Kempes, ascendiendo por primera vez en su historia a la Segunda División.
| \| Formación \| \| Matías Alasia \| \| Martín Abaurre \| \| Raúl Albornoz \| \| Julio Villarino \| \| Gerardo Corvalán \| \| David Garay \| \| Oscar Amaya \| \| Ernesto Garín \| \| Sergio Oga \| \| Lucas Farías \| \| Agustín Sanfilippo \| \| Sergio Arias \| | Alasia Abaurre Albornoz Villarino Garay Amaya Corvalán Garín Oga Farías Sanfilippo |
| Formación |                                                                                    |
| Matías Alasia |                                                                                    |
| Martín Abaurre |                                                                                    |
| Raúl Albornoz |                                                                                    |
| Julio Villarino |                                                                                    |
| Gerardo Corvalán |                                                                                    |
| David Garay |                                                                                    |
| Oscar Amaya |                                                                                    |
| Ernesto Garín |                                                                                    |
| Sergio Oga |                                                                                    |
| Lucas Farías |                                                                                    |
| Agustín Sanfilippo |                                                                                    |
| Sergio Arias |                                                                                    |

| Formación          |
| Matías Alasia      |
| Martín Abaurre     |
| Raúl Albornoz      |
| Julio Villarino    |
| Gerardo Corvalán   |
| David Garay        |
| Oscar Amaya        |
| Ernesto Garín      |
| Sergio Oga         |
| Lucas Farías       |
| Agustín Sanfilippo |
| Sergio Arias       |

La temporada 2017-18 significó para el Pituco un nuevo ascenso a la Primera B Nacional. El Lobo, en la primera fase, formó parte de la «Zona 2» y culminó primero con cuarenta puntos producto de once victorias, siete empates, cero derrotas, veintiocho goles a favor y nueve en contra, donde enfrentó a rivales como Deportivo Maipú, Desamparados de San Juan, Estudiantes de Río Cuarto, Gutiérrez, Huracán Las Heras, Juventud Unida Universitario, San Lorenzo de Alem, Unión Aconquija y Unión de Villa Krause. En la segunda fase, el club logró clasificar como mejor segundo donde además de medirse nuevamente ante Desamparados de San Juan, Estudiantes de Río Cuarto y Juventud Unida Universitario, también lo hizo ante Alvarado, Deportivo Roca, Ferro Carril Oeste de General Pico y Villa Mitre. La tercera fase —o pentagonal final—, estuvo integrada por, además del Blanquinegro, Central Córdoba de Santiago del Estero —que terminó ascendiendo como campeón—, Defensores de Belgrano de Villa Ramallo, Estudiantes de Río Cuarto y Juventud Unida Universitario. Dicha etapa, fue un tanto problemática para la institución del parque, dado el inusual fallo del Consejo Federal en el partido entre Central Córdoba de Santiago del Estero y Estudiantes de Río Cuarto donde se le dio por ganado un partido empatado al equipo santiagueño tras su suspensión por incidentes. Gimnasia finalizó segundo y obligado a luchar por el segundo ascenso en la fase reválida del torneo, disputando la cuarta y quinta etapa de la misma ante Deportivo Madryn con un global a favor por 5:4; y Sportivo Belgrano de San Francisco con resultado final de 2:0, respectivamente. En la sexta y última etapa se volvió a medir ante Defensores de Belgrano de Villa Ramallo, venciéndolo por 1:0 en el partido de vuelta jugado en el estadio Víctor Antonio Legrotaglie un 27 de mayo de 2018 tras empatar 0:0 en la ida —global 1:0— por lo que logró ascender por segunda vez a la segunda división del fútbol nacional.
| \| Formación \| \| Tomás Marchiori \| \| Lucas Fernández \| \| Diego Mondino \| \| Yair Marín \| \| Leandro Aguirre \| \| Neri Espinosa \| \| David Garay \| \| Pablo Cortizo \| \| Cristian Llama \| \| Leandro Becerra \| \| Pablo Palacios \| \| Darío Alaniz Martín Abaurre \| | Marchiori Mondino Marín Fernández Aguirre Garay Cortizo Espinosa Llama Becerra P. Palacios |
| Formación |                                                                                            |
| Tomás Marchiori |                                                                                            |
| Lucas Fernández |                                                                                            |
| Diego Mondino |                                                                                            |
| Yair Marín |                                                                                            |
| Leandro Aguirre |                                                                                            |
| Neri Espinosa |                                                                                            |
| David Garay |                                                                                            |
| Pablo Cortizo |                                                                                            |
| Cristian Llama |                                                                                            |
| Leandro Becerra |                                                                                            |
| Pablo Palacios |                                                                                            |
| Darío Alaniz Martín Abaurre |                                                                                            |

| Formación                   |
| Tomás Marchiori             |
| Lucas Fernández             |
| Diego Mondino               |
| Yair Marín                  |
| Leandro Aguirre             |
| Neri Espinosa               |
| David Garay                 |
| Pablo Cortizo               |
| Cristian Llama              |
| Leandro Becerra             |
| Pablo Palacios              |
| Darío Alaniz Martín Abaurre |

#### Primera B Nacional

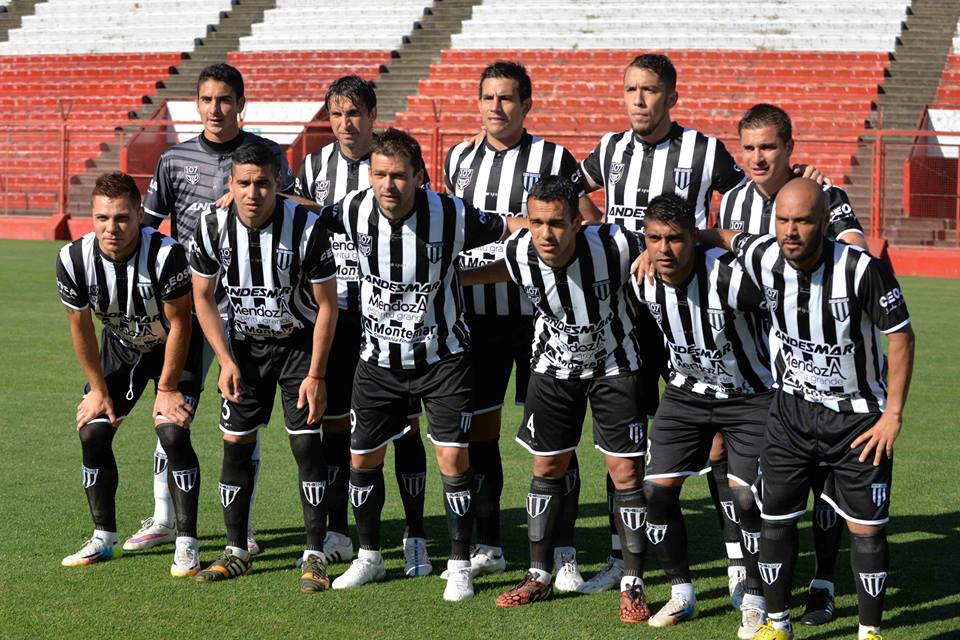
El equipo que descendió en 2015.

La primera participación del Blanquinegro en la Primera B Nacional fue realizada en la temporada 2015 donde la institución no logró mantener una regularidad futbolística —además de perder los dos enfrentamientos ante su clásico rival Independiente Rivadavia— y finalizó en la vigécima ubicación de la tabla de posiciones mientras que en los promedios del descenso culminó en la decimonovena posición e igualado en puntos con Guillermo Brown de Puerto Madryn con el que debió ir a un partido de desempate por la permanencia que se jugó en el estadio Diego Armando Maradona donde el duelo terminó igualado 0:0 en los noventa minutos reglamentarios y luego 1:1 en el tiempo suplementario y se definió en la tanda de penales en favor del equipo sureño por 5:4, por lo que Gimnasia descendió de categoría.
En 2024, tras disputar seis temporadas, el Lobo logró llegar a su primera final por el ascenso a Primera División de Argentina. Tras un comienzo negativo al mando de José María Bianco, Darío Alaniz enderezó el rumbo del equipo, y más tarde con la llegada de Ezequiel Medrán terminó siendo un conjunto confiable. En primera fase, terminó en la cuarta ubicación después de jugar treinta y ocho partidos, por lo que accedió a la fase eliminatoria del torneo o reducido. Luego eliminó a rivales como Estudiantes de Caseros, Deportivo Madryn y San Martín de Tucumán. En la final fue derrotado en el estadio Julio César Villagra por 2:0 ante San Martín de San Juan y no pudo ascender.

### El Centenario (2008)
El 30 de agosto de 2008, el club conmemoró sus cien años de vida. El festejo comenzó con un desfile de divisiones menores en la que participaron más de quinientos niños tanto del club como de los demás equipos afiliados a la Liga Mendocina de Fútbol cuyo lema fue «Todos juntos por el fútbol y sin violencia». También, y a lo largo de ese mes se llevaron a cabo diferentes actividades recreativas, entre ellas concursos literarios. El 29 de agosto se realizó la velada de gala en el Teatro Independencia, mientras que al día siguiente, los hinchas organizaron la Caravana Blanquinegra que inició en el centro de la ciudad de Mendoza y finalizó en el estadio Víctor Legrotaglie donde se dispuso un partido homenaje entre las «Viejas Glorias» del club —integrado por el «Chupete» Badía, Guayama, el «Maestro» Legrotaglie, Lucero, «Bigornia» Montivero, el «Cochina» Olguín, Rojas, el «Patón» Sosa, el «Chueco» Vicino, el «Panza» Videla y su padre y otros jugadores importantes como el «Bicho» Avendaño, Díaz, Felman, Garín, el «Loco» Genolet y Quintana, entre otros— y el plantel actual de ese entonces. Por la noche, se culminó la celebración con una cena de gala en el Auditorio Ángel Bustelo donde asistieron más de mil invitados, y donde se contó con la presencia de autoridades de la Asociación del Fútbol Argentino, jugadores y exjugadores como así también dirigentes históricos del club.

## Presidentes
A lo largo de sus 116 años de historia, Gimnasia y Esgrima ha tenido treinta y seis presidentes que tuvieron la responsabilidad de conducir los destinos institucionales del club. Los mismos fueron:
| Período | Presidente                 |
| ------- | -------------------------- |
|         | Pedro Elorza               |
|         | Armando Guevarat Civit     |
|         | Federico J. Moyano         |
|         | Belindo Sosa Carrera       |
|         | Benjamín Miranda           |
|         | Fernando Orfila            |
|         | Isaac Agüero               |
|         | Gualterio Pucci            |
|         | Luis Flores                |
|         | Salvador Trípoli           |
|         | Bernardo Schraiber         |
|         | Francisco Luna             |
|         | Pablo Antonicelli          |
|         | Héctor Guzzo               |
|         | Alfonso Martínez Caballero |

| Período   | Presidente               |
| --------- | ------------------------ |
|           | Lorenzo César            |
|           | Aníbal Ponce             |
|           | Alfredo Mosso            |
|           | Carlos Cally             |
| 1973-1977 | Samuel Kolton            |
| 1977-1981 | Salem Eduardo Nazar      |
| 1981-1984 | José A. Vila Porcar      |
| 1984-1987 | Samuel Kolton            |
| 1987-1989 | Juan Carlos Castellino   |
| 1989-1991 | Héctor Hugo Guzzo        |
| 1991-1992 | Guillermo E. Cordero     |
| 1992-1993 | Fernando Pina            |
| 1994-1996 | Juan Sosa                |
| 1996-1997 | Rubén Samperi            |
| 1997-1999 | Roberto Enrique Valverde |

| Período   | Presidente           |
| --------- | -------------------- |
| 1999-2004 | Mauricio Ángel Badía |
| 2004-2005 | Gustavo Giménez      |
| 2005-2007 | Jorge Guzzo          |
| 2007-2009 | Héctor Hugo Guzzo    |
| 2009-2011 | Jorge Calle          |
| 2011-     | Fernando Porretta    |

### Comisión directiva 2025-2027
La actual comisión directiva de Gimnasia y Esgrima está formada por:
| - Presidente: - Fernando Porretta - Vicepresidentes: - Juan Pablo Civit - Carina Legrotaglie - Secretarios: - Emiliano Zanettini - Martín Correa - Gianina De Marchi | - Tesorero: - Fernando Jáuregui - Pro-Tesorero: - Oscar Casares |

## Símbolos

### Himno
|                                        | Himno de Gimnasia y Esgrima «Sonido y voz del himno Blanquinegro» |
| ¿Problemas al reproducir este archivo? |                                                                   |
| Himno de Gimnasia y Esgrima            |                                                                   |
|                                        |                                                                   |
| «Sonido y voz del himno Blanquinegro»  |                                                                   |

| Himno de Gimnasia y Esgrima           |
|                                       |
| «Sonido y voz del himno Blanquinegro» |

### Escudo
A lo largo de la historia, el escudo no tuvo modificaciones significativas. El mismo consta de siete franjas verticales —cuatro negras y tres blancas— y en la parte superior las siglas «GyE 1908» que representan el nombre del club y su año de fundación.
La edición centenaria, tuvo un diseño especial donde se le agregaron dos especies de semiarcos rojos ubicados en los extremos superior izquierdo e inferior derecho. En el centro del logo se colocó el número cien en color gris con bordes negros acompañado de la leyenda «Años» de color rojo como detalle decorativo.

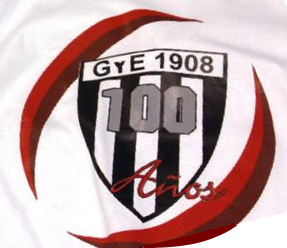
Logo del «Centenario».

## Rivalidades

### Clásico mendocino

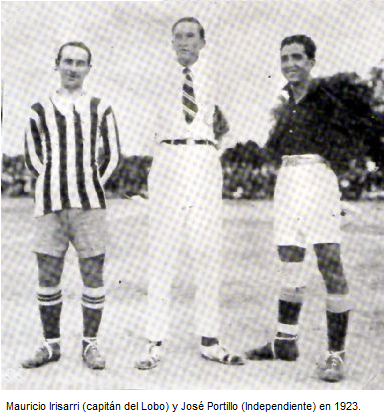
Los capitanes, Mauricio Irisarri (Gimnasia) y José Portillo (Independiente) en 1923.

La rivalidad entre Gimnasia y Esgrima e Independiente Rivadavia, cuenta con una rica trayectoria, que comenzó en el año 1913, y continúa hasta el día de hoy tanto a nivel provincial como nacional. Se han realizado decenas de estos encuentros abarcando diferentes instancias, tanto a nivel local en la Liga Mendocina de Fútbol, como a nivel nacional en la antigua Primera División de Argentina, la Primera B Nacional, la Copa Argentina, el Torneo del Interior y el Torneo Argentino A. El primer encuentro oficial se disputó el 3 de julio de 1913, cuando por el Torneo Amateur de la región, ambos conjuntos igualaron 0:0. El primer equipo en ganarle a su rival fue Independiente cuando derrotó a Gimnasia por 2:0 en el año 1914. La victoria más abultada de Gimnasia por sobre Independiente fue de 7:2, en tanto que la mayor goleada del Azul fue de 6:0 por sobre el Blanquinegro.
El «Clásico más clásico», denominado también así en Mendoza, se fue acrecentando en su pasión en la medida en que ambos clubes empezaron a dominar los campeonatos locales al lograr la mayor cantidad de ellos donde la Lepra cosechó hasta la actualidad veinticinco títulos (treinta y tres, si se consideran los ocho torneos logrados en la era amateur de la Liga Mendocina) mientras que el Lobo posee veinte torneos ganados desde su fundación. Otro factor importante fue la construcción cercana de sus respectivos estadios distanciados solo por seis cuadras, es decir, seiscientos metros.
Tanto Gimnasia como Independiente lograron jugar en la Primera División de Argentina, en el llamado Campeonato Nacional. El Lobo logró participar en nueve ediciones (1970, 1971, 1972, 1975, 1978, 1981, 1982, 1983 y 1984) mientras que la Lepra la jugó seis años (1968, 1973, 1977, 1979, 1980 y 1982). En 1982, ambos elencos disputaron los dos únicos enfrentamientos registrados en la máxima categoría del fútbol argentino que fueron jugados en el Estadio Malvinas Argentinas donde el partido de ida terminó igualado 2:2, en tanto que la vuelta fue ganada por la institución Azul por 2:0.
Otras rivalidades locales de Gimnasia y Esgrima son (en orden alfabético), Atlético Argentino, Deportivo Maipú, y San Martín.

## Afición

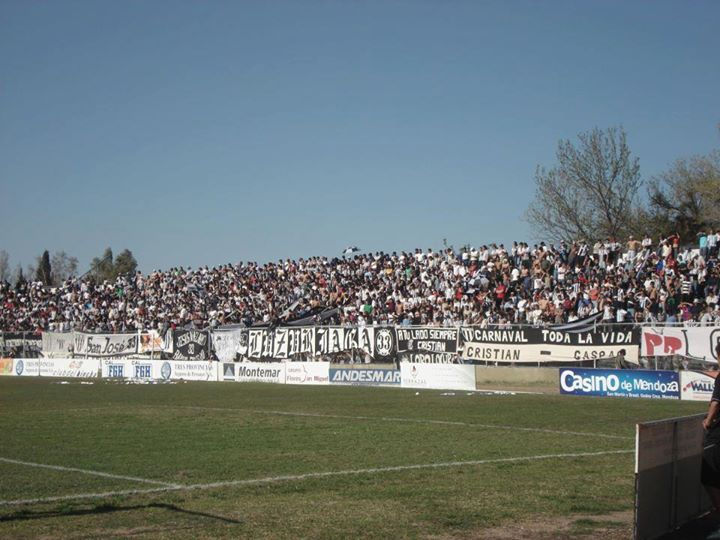
«Los Famosos 33» en el año 2008.

La afición de Gimnasia y Esgrima es conocida de varias formas. Entre los apodos más comunes se encuentran el de «Los famosos 33» o «Los 33» que surge gracias a Marcelo Houlné —relator de LV8 Radio Libertador— que a mediados de los años sesenta, en un partido de pleno invierno jugado en el Este provincial entre Gimnasia y Palmira con lluvia y un frío intenso, el Blanquinegro estuvo acompañado por muy poca gente y el cronista hizo un comentario al respecto y para sacarse la duda dijo al aire: 

«A ver, a ver, los voy a contar. Treinta, treinta y uno, treinta y dos, treinta y tres... Sí, en la tribuna de Gimnasia no hay más de treinta y tres hinchas».

 Otra denominación es la de «Lobo» que es simplemente, una extensión de su homónimo platense. La misma a raíz de la ubicación geográfica del club ha sido readaptada a la de «Lobo mendocino» por ser el club oriundo de la provincia de Mendoza o a la de «Lobo del Parque» por estar su estadio situado en el Parque General San Martín. Los «Mensana» es otra forma de llamarlos y surge como parte del lema del club, «Mens Sana In Corpore Sano». Su sentido original es el de la necesidad de un espíritu equilibrado en un cuerpo equilibrado. Otros apodos son el de los «Blanquinegros» como motivo de los colores del escudo y la camiseta titular que representan a la institución; los «Pitucos» apodo antiguo que poseen y que es un vocablo de origen chileno que refiere o hace mención a la elegancia, y les es impuesto debido a que en sus inicios el club contaba con dirigentes y jugadores de un origen social alto; y el de los «Babosos» o «Caracoles», por su estilo de juego lento o de posesión de pelota.

### Popularidad
La afición de Gimnasia y Esgrima de Mendoza nunca logró ser la más popular de la provincia cuyana, pero si fue una de las más importantes siendo superada solo por la de Godoy Cruz y la de su eterno rival, Independiente Rivadavia según los registros de socios de la época.
En la actualidad, y con las crisis económicas que sufrió el club luego de que se eliminaran los antiguos nacionales y se reestructuraran los torneos del fútbol argentino, creándose diversos torneos de ascenso con formatos de disputa muy desgastantes, la popularidad de la hinchada del Mensana ha quedado relegada en importancia por su número de convocatoria actual al cuarto lugar, debajo de la de Godoy Cruz —club que se encuentra en la Primera División—, la de Independiente Rivadavia y la de Huracán Las Heras. Por otro lado, y en cuanto a la popularidad en las redes sociales, el Blanquinegro también ocupa el cuarto lugar a nivel provincial.
A fines de 2019, la Asociación del Fútbol Argentino dio a conocer un informe en el que ubicó al Lobo mendocino como el club con más socios en la provincia —con más de 5000 activos— superando a la Lepra y al Tomba, con un promedio de convocatoria de 2000 personas por partido por debajo de los clubes anteriormente mencionados, con 5000 y 4000 respectivamente.

## Estadio

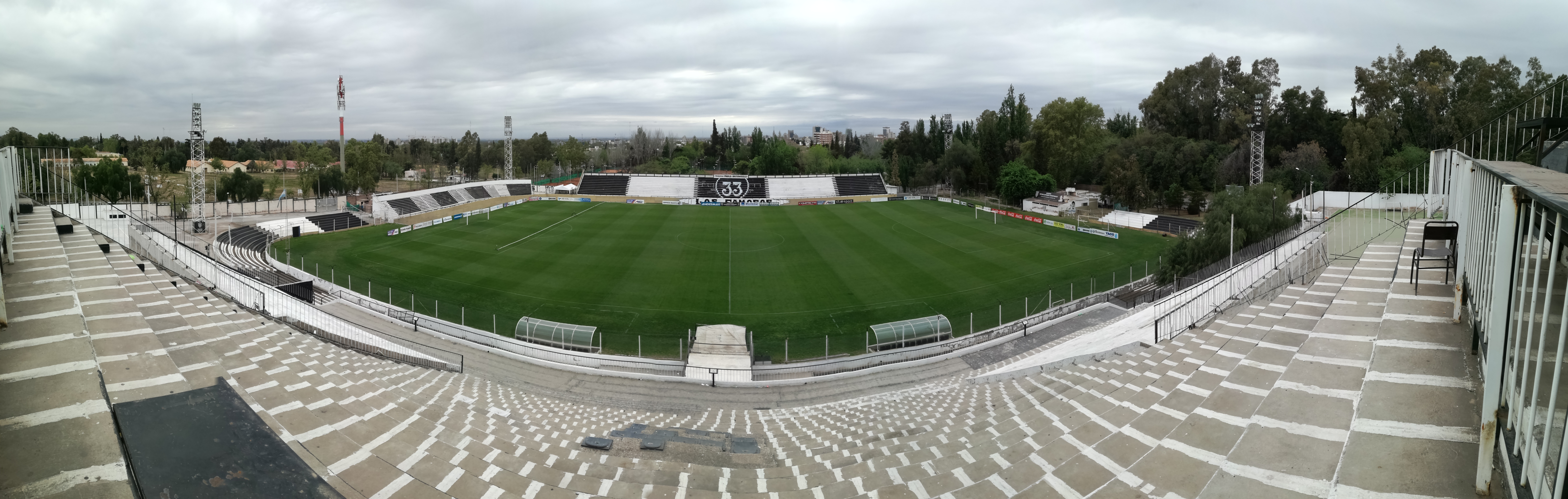
Panorámica del estadio en 2017.

El estadio Víctor Antonio Legrotaglie es un recinto deportivo de fútbol ubicado en el Parque General San Martín, en la ciudad capital de la provincia de Mendoza, Argentina. En él juega como local el Club Atlético Gimnasia y Esgrima de Mendoza. Tiene una capacidad aproximada para albergar a 14 000 espectadores.
Es el quinto estadio más grande de la provincia, después del provincial Malvinas Argentinas (42 500), del Bautista Gargantini (24 000), del Feliciano Gambarte (18 000) y del Ingeniero Mauricio Serra (15 000).
Fue inaugurado el 25 de marzo de 1934, en un partido amistoso entre el Lobo mendocino y el Lobo santafesino que convocó a 20 000 personas —en ese entonces la capacidad del estadio era de 21 000 espectadores—. Dicho encuentro terminó empatado 2 a 2.
Lleva el nombre del jugador más emblemático de la institución: Víctor Antonio Legrotaglie. Se encuentra ubicado en la intersección de las avenidas Boulogne Sur Mer y Carlos Washington Lencinas, sobre esta última.

## Uniforme
- Uniforme titular: Camiseta a bastones verticales blancos y negros, mangas blancas con bordes negros, pantalón corto negro con detalle lateral en blanco y medias negras con parte superior en blanco.
- Uniforme alternativo: Camiseta negra con dibujo abstracto interior en gris suave, pantalón corto negro con detalle lateral en blanco y medias negras con parte superior en blanco.

### Origen
La elección de los colores de la camiseta de Gimnasia y Esgrima fueron inspirados sin certeza alguna en 1908 en un club de fútbol español, aparentemente en el Club Deportivo Badajoz.

### Evolución del uniforme
| 1908 | 1924 | 1957 | 1960 | 1973 | 1975 | 1982 |

| 1983 | 2005-06 | 2007-08 | 2012-13 |

| Titular | Alternativo | Tercero |

| Titular | Alternativo |

| Titular | Alternativo |

| Titular | Alternativo | Tercero |

| Titular | Alternativo |

| Titular | Alternativo | Tercero |

| Titular | Alternativo | Tercero |

### Indumentaria y patrocinador
| Periodo   | Indumentaria    | Patrocinador(es)                                                                                     |
| --------- | --------------- | --- |
| 1978-1979 | Topper          | Sin patrocinador                                                                                     |
| 1979-1982 | Urribarri       | Sin patrocinador                                                                                     |
| 1982-1983 | Urribarri       | Giol                                                                                                 |
| 1983-1984 | Urribarri       | Vino Toro                                                                                            |
| 1984-1985 | Urribarri       | Giol                                                                                                 |
| 1985-1990 | Leconte         | Vallejo Deportes                                                                                     |
| 1990-1991 | Leconte         | Somecasa                                                                                             |
| 1991-1994 | Nanque          | Somecasa                                                                                             |
| 1994-1996 | Puma            | Aconcagua Televisión                                                                                 |
| 1996-1997 | Puma            | SOCHI Deportes                                                                                       |
| 1997-1998 | Dimem           | A.m.a.r.u.                                                                                           |
| 1998-2000 | Levalier        | Los Andes                                                                                            |
| 2000-2003 | Levalier        | Sin patrocinador                                                                                     |
| 2003-2004 | Mitre           | Andesmar / Diario Uno                                                                                |
| 2004-2006 | DRB Dribbling   | Crédito Mágico / Total Magnesiano                                                                    |
| 2006-2008 | DRB Dribbling   | Diario Uno / Montemar                                                                                |
| 2008-2011 | Club del Hincha | Andesmar / FGH CAL / Montemar                                                                        |
| 2011-2013 | Culmen          | Andesmar / Casino de Mendoza / Goldstein / Montemar                                                  |
| 2013-2014 | Vía Libre Sport | Andesmar / Casino de Mendoza / Goldstein / Montemar                                                  |
| 2014-2015 | Vía Libre Sport | Andesmar / Casino de Mendoza / Gobierno de Mendoza / Goldstein / Montemar                            |
| 2015      | Vía Libre Sport | Andesmar / Casino de Mendoza / CEOSA / Gobierno de Mendoza / Goldstein / Montemar / Total Magnesiano |
| 2016      | Vía Libre Sport | Andesmar / Casino de Mendoza / CEOSA / Gobierno de Mendoza / Goldstein / Montemar                    |
| 2016-2017 | Vía Libre Sport | Andesmar / CEOSA / Goldstein / Montemar                                                              |
| 2017-2018 | Vía Libre Sport | Andesmar / CEOSA / Goldstein / Montemar / Multiled                                                   |
| 2018-2019 | Erreà           | Andesmar / CEOSA / Gobierno de Mendoza / Goldstein / Montemar / Multiled                             |
| 2019-2020 | Erreà           | CEOSA / Gobierno de Mendoza / Goldstein / Montemar / Multiled / Secco / Vino Toro                    |
| 2020      | Mitre           | Bitbol / CEOSA / Montemar / Multiled / Secco / Vino Toro                                             |
| 2021-2022 | Mitre           | Bitbol / CEOSA / Gobierno de Mendoza / Montemar / Multiled / Secco / Vino Toro                       |
| 2022-2023 | Mitre           | CEOSA / Gobierno de Mendoza / Montemar / Multiled / Secco / Vino Toro                                |
| 2024      | Mitre           | CEOSA / Gobierno de Mendoza / Montemar / Multiled / Secco / Vino Toro / Vaypol                       |
| 2025-     | Mitre           | CEOSA / El Cruce / Gobierno de Mendoza / Montemar / Multiled / Secco / Vino Toro / Vaypol            |

## Datos del club
- Puesto histórico: 73.°[125]

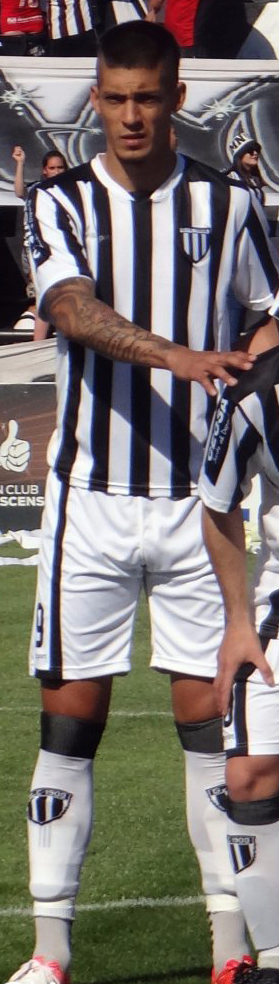
Palacios Alvarenga, máximo goleador del club.

- Temporadas en Primera División: 0.
  - Temporadas en el Campeonato Nacional: 9.[41]
- Temporadas en Segunda División: 8.[93]
  - Temporadas en el Torneo Regional: 1.
- Temporadas en Tercera División: 11.
- Temporadas en Cuarta División: 10.
- Mayor goleada conseguida:
  - En el Campeonato Nacional: 5:1 a Boca Juniors (en 1978).[126]
- Mayor goleada recibida:
  - En el Campeonato Nacional: 0:5 de San Lorenzo (en 1970).[126]
- Mejor puesto en la liga: Octavos de final (en 1984).[57]
- Peor puesto en la liga: 4.° en la «Zona E» (en 1983).[56]
- Máximo goleador: Pablo Palacios Alvarenga (46).[127]
- Más partidos disputados: Mario Marchetti (223).[127]

| Máximos goleadores | Máximos goleadores       | Máximos goleadores | Más partidos disputados | Más partidos disputados | Más partidos disputados |
| ------------------ | ------------------------ | ------------------ | ----------------------- | ----------------------- | ----------------------- |
| 1.°                | Pablo Palacios Alvarenga | 46 goles           | 1.°                     | Mario Marchetti         | 225 partidos            |
| 2.°                | Patricio Cucchi          | 35 goles           | 2.°                     | Diego Mondino           | 175 partidos            |
| 3.°                | Mario Marchetti          | 26 goles           | 3.°                     | Horacio Anzorena        | 144 partidos            |
| 4.°                | Sergio Oga               | 24 goles           | 4.°                     | Neri Espinosa           | 133 partidos            |
| 5.°                | Cristian Taborda         | 21 goles           | 5.°                     | Sergio Oga              | 129 partidos            |
- Mayor cantidad de encuentros dirigidos: Sergio Arias (108).[128]
- Ascensos/descensos:

 2001: ascenso al Torneo Argentino B (2 temporadas).
 2002-03: ascenso al Torneo Argentino A (1 temporada).
 2003-04: descenso al Torneo Argentino B (2 temporadas).
 2005-06: ascenso al Torneo Argentino A (3 temporadas).
 2008-09: descenso al Torneo Argentino B (5 temporadas).
 2013-14: ascenso al Torneo Federal A (1 temporada).
 2014: ascenso a la Primera B Nacional (1 temporada).
 2015: descenso al Torneo Federal A (3 temporadas).
 2017-18: ascenso a la Primera B Nacional (9 temporadas).
- Gráfica cronológica de participaciones en torneos de AFA:

(1) Incluye Campeonato Nacional.
(2) Incluye Torneo Regional y Primera B Nacional.
(3) Incluye Torneo del Interior, Torneo Argentino A y Torneo Federal A.

## Jugadores
A lo largo de sus 116 años de historia, una gran cantidad de futbolistas han vestido la camiseta de Gimnasia y Esgrima de Mendoza, incluso algunos de ellos también llegaron a formar parte de la selección nacional de fútbol como fueron el caso de Vicente González, un delantero o puntero izquierdo de estatura media pero corpulento, además de rápido, habilidoso y potente que se destacó en la institución mendocina en la época del veinte y que jugó para la selección en el Campeonato Sudamericano de 1921 —actual Copa América— logrando campeonar. Otro que dejó su huella fue Roberto Irañeta, uno de los mejores jugadores del club en el período 1930-40, quien jugara el mundial de Italia de 1934 y quien compartiera equipo con el volante central Bruno Rodolfi, también ídolo en el club, que llegó a integrar luego «La Máquina» del River Plate.
De la década del cincuenta en adelante, se destacaron y fueron figuras idolatradas en el Mensana futbolistas como Oscar Montes de Oca, delantero y goleador de raza; Víctor Legrotaglie, mediapunta creativo —considerado el «mejor jugador de Mendoza de todos los tiempos» e ídolo máximo en Gimnasia—. Darío Felman fue otro gran delantero que tuvo el Blanquinegro y que llegó a jugar inclusive en el Viejo Continente, más precisamente en el Valencia C. F. El «Chupete» Ángel Badía, marcador central con una gran técnica para salir jugando —fue, además de jugador, técnico y presidente en la entidad—. A principios de los años ochenta, la aparición del «Búfalo» Juan Gilberto Funes, delantero de gran corpulencia y fuerza física, que más tarde fue vendido a Millonarios de Colombia. Y a mediados del mismo período y principios de los años noventa, el destaque principal fue el del «Cochina» Omar Olguín, volante creativo surgido de las inferiores.
Otros grandes futbolistas que pasaron por el Lobo mendocino —e inclusive algunos de ellos que surgieron del mismo— y que le dieron más prestigio aún al ser transferidos al fútbol grande de Argentina fueron Pedro Grima y Carlos Salguero que pasaron a Boca Juniors; Segundo Cortez que lo hizo a Estudiantes de La Plata; Alfredo Sosa incorporado por Gimnasia y Esgrima La Plata; Juan Carlos Ibáñez que se fue a Newell's Old Boys de Rosario; Oscar Fornari traspasado a Vélez Sarsfield; y por último Guillermo Anselmo Herrera y Mario Hernán Videla, ambos fichados por Argentinos Juniors.
A principios y mediados de la década de dos mil diez, las apariciones de los jugadores cordobeses Matías Alasia, arquero que se destacó en la temporada dos mil catorce tras ser figura en varios encuentros y atajar penales decisivos a sus rivales de octavos de final —Unión de Villa Krause— y final —Talleres de Córdoba—; y Sergio Oga, mediapunta clásico que se convirtió en héroe para el club luego de asegurar con su gol el ascenso a la Primera B Nacional en el estadio Mario Alberto Kempes ante la T cordobesa. Además, ambos futbolistas consiguieron dos ascensos consecutivos en menos de un año con la institución.
A fines del período dos mil diez, dos mil diecinueve, se destacaron dos delanteros que estuvieron más de una temporada y luego pasaron a clubes de primer nivel, como fue el caso del paraguayo Pablo Palacios Alvarenga que luego de ser dos veces máximo goleador del Torneo Federal A fue traspasado al San Martín sanjuanino —cuando este último estaba en Primera División—; y el de Patricio Cucchi donde tras ser uno de los máximos goleadores de la Primera B Nacional fue adquirido por el club colombiano Atlético Nacional.
| Jugadores destacados |
| --- |
| - Roberto Irañeta - Bruno Rodolfi - Oscar Montes de Oca - Víctor Legrotaglie - Alfredo Sosa - Alfredo Torres - Carlos Aceituno - Santos Guayama - Juan de Dios González - Juan Carlos Ibáñez - Héctor Pedone - Enrique Reggi - Francisco Vicino - Darío Felman - Oscar Fornari - Alfredo Letanú - Eduardo Méndez - Ángel Badía - Raúl Rogel - Carlos Quiroga - Guillermo Anselmo Herrera - Mario Hernán Videla - Roberto Morán - Raúl Zolorza - Norberto Avendaño - Jorge Montivero - Fernando Moreschini - Hugo Olmos - Juan Gilberto Funes - Carlos Rodríguez - Amílcar Velázquez - Oscar Quintana - Carlos Rojas - Daniel Sosa - Raúl Castellino - Wálter Maladot - Omar Olguín - Pedro Ojeda - Mario Saccone - Silvio Signorelli - José Ortíz - Fabián Derrigo - Manuel Villalobos - Gustavo Nonino - Marcos Fernández - Juan Pablo Fernández - Mario Marchetti - Horacio Anzorena - José Luis Marzo - Sergio Marclay - David Garay - Matías Alasia - Sergio Oga - Lucas Farías - Cristian Taborda - Pablo Palacios Alvarenga - Patricio Cucchi - Tomás Marchiori - Diego Mondino - Cristian Llama - Santiago Solari - Tomás Giménez - Nazareno Solís |

### Altas y bajas
Las siguientes tablas muestran los traspasos y cesiones del club en la temporada 2025:
| Altas verano      | Altas verano  | Altas verano        | Altas verano    |
| Jugador           | Posición      | Procedencia         | Tipo            |
| ----------------- | ------------- | ------------------- | --------------- |
| César Rigamonti   | Arquero       | Palestino           | Libre           |
| Felipe San Juan   | Arquero       | Cumbayá             | Libre           |
| Axel Poza         | Defensa       | Independiente       | Préstamo        |
| Elías Calderón    | Defensa       | Belgrano            | Préstamo        |
| Franco Saavedra   | Defensa       | Talleres (C)        | Préstamo        |
| Imanol González   | Defensa       | Deportivo Maipú     | Libre           |
| Benjamín Ortíz    | Mediocampista | Cúcuta Deportivo    | Fin de préstamo |
| Enzo Gaggi        | Mediocampista | Delfín              | Libre           |
| Lucas Bustos      | Mediocampista | Belgrano            | Préstamo        |
| Matías Muñoz      | Mediocampista | All Boys            | Libre           |
| Brian Andrada     | Delantero     | Sportivo Trinidense | Fin de préstamo |
| Facundo Lencioni  | Delantero     | Belgrano            | Préstamo        |
| Luciano Cingolani | Delantero     | Godoy Cruz          | Libre           |
| Mario Galeano     | Delantero     | Godoy Cruz          | Libre           |
| Nicolás Ferreyra  | Delantero     | Colegiales          | Préstamo        |
| Nicolás Servetto  | Delantero     | Almagro             | Préstamo        |

| Altas invierno  | Altas invierno | Altas invierno | Altas invierno |
| Jugador         | Posición       | Procedencia    | Tipo           |
| --------------- | -------------- | -------------- | -------------- |
| Lautaro Carrera | Defensa        | Instituto      | Préstamo       |

| Bajas verano         | Bajas verano  | Bajas verano            | Bajas verano          |
| Jugador              | Posición      | Destino                 | Tipo                  |
| -------------------- | ------------- | ----------------------- | --------------------- |
| Alejo Tello          | Arquero       | Argentino de Quilmes    | Préstamo              |
| Daniel Montagnino    | Arquero       | Sin equipo              | Rescisión de contrato |
| Tomás Giménez        | Arquero       | Colón                   | Préstamo (sigue)      |
| Matías Tagliamonte   | Arquero       | Racing Club             | Fin de préstamo       |
| Agustín Bindella     | Defensa       | Quilmes                 | Fin de préstamo       |
| Alejandro Gutiérrez  | Defensa       | Deportivo Madryn        | Fin de contrato       |
| Franco Meritello     | Defensa       | Ferro Carril Oeste      | Fin de contrato       |
| Maximiliano Padilla  | Defensa       | Quilmes                 | Préstamo              |
| Gonzalo Salega       | Mediocampista | Deportivo Morón         | Fin de préstamo       |
| Nicolás Rinaldi      | Mediocampista | Gimnasia y Tiro         | Fin de contrato       |
| Santiago López       | Mediocampista | Banfield                | Préstamo              |
| Aaron Spetale        | Delantero     | Estudiantes de La Plata | Fin de préstamo       |
| Agustín Herrera      | Delantero     | Orense                  | Traspaso              |
| Juan Cruz De Stéfano | Delantero     | Sin equipo              | Fin de contrato       |
| Leandro Ciccolini    | Delantero     | Chacarita Juniors       | Préstamo              |
| Luis Silba           | Delantero     | Deportivo Madryn        | Rescisión de contrato |
| Nazareno Solís       | Delantero     | Boca Juniors            | Fin de préstamo       |
| Tadeo Marchiori      | Delantero     | Atlético de Rafaela     | Rescisión de contrato |

| Bajas invierno | Bajas invierno | Bajas invierno    | Bajas invierno        |
| Jugador        | Posición       | Destino           | Tipo                  |
| -------------- | -------------- | ----------------- | --------------------- |
| Elías Calderón | Defensa        | Belgrano          | Rescisión de préstamo |
| Benjamín Ortíz | Mediocampista  | Defensores Unidos | Préstamo              |
| Héctor Herrera | Mediocampista  | Sin equipo        | Rescisión de contrato |

## Entrenadores
En los siguientes cuadros se alistan los entrenadores que han estado al mando de la dirección técnica del club con sus correspondientes períodos de tiempo en las competiciones oficiales del fútbol argentino:
| Período   | Entrenador              |
| --------- | ----------------------- |
| 1970      | Martín García           |
| 1970      | Pedro Pablo Sará        |
| 1971      | Hardan Curi             |
| 1972      | Pedro Pablo Sará        |
| 1972      | Hardan Curi             |
| 1975      | Pedro Pablo Sará        |
| 1978      | Jorge Julio             |
| 1978      | Luis Castellanos        |
| 1981      | Víctor Legrotaglie      |
| 1981-1982 | Jorge Julio             |
| 1983      | Enrique Fernández       |
| 1984      | Víctor Legrotaglie      |
| 1990-1991 | Enrique Fernández       |
| 1991-1992 | Jorge Julio             |
| 1994-1995 | Víctor Milanese Comisso |
| 1998-1999 | Alberto Funes           |
| 2001      | Alberto Funes           |
| 2001-2003 | Alberto Garro           |
| 2003      | Raúl Rogel              |
| 2003      | Víctor Legrotaglie      |

| Período   | Entrenador           |
| --------- | -------------------- |
| 2003-2004 | Jorge Julio          |
| 2004      | Miguel Mancini       |
| 2004      | Víctor Legrotaglie   |
| 2004-2005 | Raúl Rogel           |
| 2005-2006 | Marcelo Vázquez      |
| 2007      | Gustavo Coleoni      |
| 2007      | Ricardo Dillon       |
| 2007      | Jorge Dubanced       |
| 2007-2008 | Marcelo Vázquez      |
| 2008      | Gustavo Orellano     |
| 2008      | Miguel Mancini       |
| 2008-2009 | Raúl Rogel           |
| 2009      | Ricardo Dillon       |
| 2009-2010 | Manuel Villalobos    |
| 2010      | Mauricio Magistretti |
| 2011      | Miguel Buxó          |
| 2012      | Mauricio Magistretti |
| 2012      | Javier Kola          |
| 2012      | Andrés Rebottaro     |
| 2012-2015 | Sergio Arias         |

| Período   | Entrenador         |
| --------- | ------------------ |
| 2015      | Javier Kola        |
| 2015-2016 | Omar Labruna       |
| 2016-2017 | Darío Alaniz       |
| 2017-2018 | Marcelo Fuentes    |
| 2018      | Darío Alaniz       |
| 2018-2019 | José María Bianco  |
| 2019-2022 | Diego Pozo         |
| 2022      | Luca Marcogiuseppe |
| 2023      | Joaquín Sastre     |
| 2024      | José María Bianco  |
| 2024      | Darío Alaniz       |
| 2024-2025 | Ezequiel Medrán    |
| 2025-     | Ariel Broggi       |

## Palmarés

### Torneos nacionales oficiales
| Competiciones                       | Títulos            | Subcampeonatos     |
| ----------------------------------- | ------------------ | ------------------ |
| Segunda División de Argentina (1/0) | 1972.              |                    |
| Tercera División de Argentina (0/2) |                    | 2016-17 y 2017-18. |
| Cuarta División de Argentina (2/1)  | 2005-06 y 2013-14. | 2002-03.           |

### Torneos nacionales amistosos
| Competiciones                               | Títulos | Subcampeonatos |
| ------------------------------------------- | ------- | -------------- |
| Torneo Confraternidad (1/0)                 | 1965.   |                |
| Copa 60.° aniversario de Boca Juniors (0/1) |         | 1965.          |
| Trofeo Consejo Federal (1/0)                | 1970.   |                |

### Torneos internacionales amistosos
| Competiciones                            | Títulos | Subcampeonatos |
| ---------------------------------------- | ------- | -------------- |
| Copa 90 años de fútbol profesional (1/0) | 2022.   |                |

### Torneos regionales oficiales
| Competiciones                          | Títulos | Subcampeonatos                                                                 |
| -------------------------------------- | --- | ------------------------------------------------------------------------------ |
| Federación Mendocina de Football (0/2) | | 1913 y 1915.                                                                   |
| Liga/Unión Mendocina de Football (0/5) | | 1916, 1917, 1918, 1919 y 1920.                                                 |
| Copa Competencia 1917-1921 (0/2)       | | 1919 y 1920.                                                                   |
| Primera A de Liga Mendocina (20/13)    | 1922, 1923, 1931, 1933, 1937, 1939, 1949, 1952, 1964, 1969, 1974, 1977, 1980, 1981, 1982, 1983, 1986, 1991, 1997-98 y 2001. | 1932, 1934, 1936, 1938, 1941, 1947, 1950, 1951, 1958, 1960, 1973, 1978 y 1984. |
| Copa Competencia (3/1)                 | 1923, 1933 y 1938. | 1927.                                                                          |
| Primera B de Liga Mendocina (2/0)      | 2010 y 2012. |                                                                                |

### Torneos regionales amistosos
| Competiciones                   | Títulos                              | Subcampeonatos                 |
| ------------------------------- | ------------------------------------ | ------------------------------ |
| Copa de Honor (1/0)             | 1916.                                |                                |
| Torneo Preparación (1/0)        | 1949.                                |                                |
| Torneo Nocturno de Verano (2/0) | 1963-64 y 1985.                      |                                |
| Copa Vendimia (6/5)             | 1972, 1973, 1976, 1978, 1983 y 2017. | 1968, 1971, 1975, 1977 y 2015. |
| Copa Mendoza (1/1)              | 2019.                                | 2022.                          |